# Essai clinique
Pour les articles homonymes, voir Essai (homonymie).
Un essai clinique est une méthode scientifique rigoureuse utilisée par la recherche médicale thérapeutique humaine, pour évaluer l'efficacité et la tolérance d'un traitement ou d'une méthode diagnostique. Souvent menés en plusieurs phases, ces essais font généralement suite à des études précliniques effectuées en laboratoire ou sur des animaux. Avant de débuter, un essai clinique requiert l'approbation des autorités de santé et des comités d'éthique, ainsi qu'un consentement éclairé de la part des participants. Selon leur conception, ces études peuvent être observationnelles ou interventionnelles, et varient en taille, coût, et portée géographique. Ces études sont généralement longues. L'introduction de l'intelligence artificielle dans la santé semble pouvoir contribuer à accélérer les essais cliniques tout en améliorant leur efficacité.

## Exemples de modèles d'études
- Voir si un médicament est utile pour traiter une maladie donnée.
- Voir si la sécurité et l'efficacité d'une dose différente d'un médicament est plus adaptée.
- Voir si un traitement peut être simplifié, si un médicament peut être substitué par un autre ou par un autre acte médical.
- Voir si un médicament qui est déjà sur le marché peut également aider à traiter une autre maladie (pour lequel il n'avait pas été conçu, au début de son développement).
- Comparer des traitements pour voir lequel est le mieux à même de traiter une maladie donnée.
- Étudier la sécurité et l'efficacité d'un nouveau dispositif médical, par rapport à un traitement de référence.
- Évaluer un nouveau test de diagnostic par comparaison avec une méthode de référence.
- Comparer l'efficacité de différentes méthodes d'intervention dans le but de réduire un risque d'infection ou un comportement à risque, ou encore dans le but de détecter une pathologie (dépistage).
- Comparer la sécurité et l'efficacité de différentes techniques ou méthodes pour un certain type d'intervention chirurgicale.

## Histoire des essais cliniques
Le concept des essais cliniques est assez ancien, Galien le médecin grec du Ier siècle l'avait déjà esquissé, puis un héritier de la médecine gréco-latine comme le philosophe et médecin musulman d'origine perse Avicenne ( ابن سينا ) en 1025 apr. J.-C. dans son ouvrage encyclopédique de médecine médiévale «   كتاب القانون في الطب - Kitab Al Qanûn fi Al-Tibb - (livre des lois médicales) ». Dans cet ouvrage Avicenne établit les règles de l'expérimentation des médicaments, incluant un guide précis pour la pratique expérimentale, dans le but de découvrir et de prouver l'efficacité des médicaments et des substances,. Ainsi, les 7 lois sur le médicament énoncées par Avicenne dans le deuxième volume du Kitab Al Qanûn fi Al-Tibb peuvent être énoncées :
1. Le médicament doit être pur et libre de tout caractère externe accidentel ;
2. il doit être utilisé sur une maladie simple et non pas sur une maladie complexe ;
3. le médicament doit être testé avec deux types de maladies contraires, parce que parfois un médicament guérit une maladie par ses qualités essentielles et une autre de façon accidentelle ;
4. la qualité du médicament doit correspondre à la force de la maladie : par exemple, il y a certains médicaments dont la chaleur est inférieure à la froideur de certaines maladies, de sorte qu'ils n'ont aucun effet sur eux ;
5. le temps d'action doit être respecté, de sorte que l'essence et l'accident ne soient pas confondus ;
6. l'effet du médicament doit être permanent ou dans de nombreux cas, sinon ce peut être un effet accidentel (lié au hasard) ;
7. l'expérimentation doit être faite sur le corps humain, tester un médicament sur un lion ou un cheval ne pourrait pas prouver quoi que ce soit quant à son effet sur l'homme.

Un des plus célèbres essais cliniques fut celui de James Lind qui démontra en 1747 que les agrumes peuvent soigner le scorbut,. Il compare les effets de différentes substances allant du vinaigre au cidre, sur des groupes de marins atteints de scorbut. Il découvre que le groupe qui a reçu des oranges et des citrons s'est rétabli du scorbut en 6 jours.
Frederick Akbar Mahomed (1849-1884) qui travailla pour le Guy's Hospital de Londres, a réussi grâce à ses essais cliniques à séparer les patients souffrant de néphrite chronique (avec une hypertension secondaire), des patients qui ont ce qu'on nomme actuellement une hypertension artérielle. Il a aussi fondé le registre collectif des investigateurs de la British Medical Association qui collecte les données des médecins pratiquant à l'extérieur des hôpitaux. C'est le précurseur des essais cliniques faits en collaboration.
La répartition des patients entre « traités » et « non traités » a varié avec le temps. Il s'est fait dans un premier temps suivant des critères imprécis, où l'investigateur joue le rôle principal dans la sélection. Au XIXe siècle, elle se fait essentiellement de manière alternée (un patient dans le groupe traité, le suivant dans le groupe non traité, ou tel jour d'admission correspond à un traitement et tel autre jour non). L'un des premiers essais par tirage au sort (par « pile ou face ») a été publié en 1937, mais est resté isolé, le premier essai clinique randomisé et théorisé en tant que tel a été publié en 1948 (évaluation de la streptomycine dans le traitement de la tuberculose).
Sur le plan méthodologique, les essais sont mis au point dans les années 1920 par les statisticiens anglais. Sur le plan éthique, les essais sont encadrés depuis 1947 par le code de Nuremberg.
L'intelligence artificielle progresse, et dans les années 2020, le bond de l'IA générative (IAg) concerne notamment dans le domaine médical. Vers 2020, « moins de 10 % des patients participent à des essais cliniques pour différentes raisons, notamment parce qu'ils n'ont jamais été invités ou informés de cette possibilité ». Les délais pour lancer et finaliser un essai clinique sont longs ou non respectés (86 % des essais cliniques n'atteignent pas leurs objectifs dans les délais, en partie à cause de la complexité de la présélection des patients, qui implique une fastidieuse saisie manuelle des données des dossiers médicaux ; ce travail est chronophage et sujet à erreurs, et il complique l'inclusion rapide des participants dans les essais cliniques, retardant ainsi la mise sur le marché de nouveaux médicaments et entretenant parfois de faux espoirs). L'IA semble appelée à accélérer et améliorer l'analyse et le choix des dossiers de patients (par exemple, en 2024, apparait Muse, un système d'intelligence artificielle (LLM) d'OpenAI, formé pour intégrer les directives de l'« Institutional Review Board » (IRB) et les directives réglementaires ad hoc, peut analyser des données de santé, des études de marché, et des publications scientifiques ; puis identifier les profils de patients optimaux pour l'étude. L'intelligence artificielle génère ensuite des documents de recrutement sur mesure, et des questionnaires de présélection adaptés à des populations spécifiques, y compris les groupes historiquement sous-représentés, ce qui devrait favoriser une participation plus diversifiée et inclusive, des choix de patients plus pertinents pour l'étude. Les essais devraient ainsi gagner en fiabilité et être mis en route plus rapidement. Il doit être testé sur un essai de phase 3 pour la sclérose en plaques (SEP),.

## Nombre d'essais cliniques par pays
En 2016, les États-Unis sont le pays où ont eu lieu le plus grand nombre d'essais cliniques de médicaments,.
| Pays        | Nombre d'essais cliniques en 2016 |
| ----------- | --------------------------------- |
| États-Unis  | 2306                              |
| Allemagne   | 532                               |
| Royaume Uni | 499                               |
| Canada      | 463                               |
| Espagne     | 384                               |
| France      | 336                               |

## Critères de qualité
En Europe et dans de nombreux pays (États-Unis, Japon, etc.), les données cliniques pouvant être utilisées pour l'obtention d'une autorisation de mise sur le marché (AMM) doivent obligatoirement avoir été obtenues dans des essais obéissant aux bonnes pratiques cliniques. Les données de sécurité précliniques, c'est-à-dire permettant d'évaluer, sur l'animal, la toxicité potentielle de l'élément testé, doivent quant à elles avoir été obtenues dans des essais obéissant aux bonnes pratiques de laboratoire (arrêté du 14 mars 2000).

### Éthique
Des critères d'éthique sont indispensables dans tout essai clinique. Les volontaires participants aux études cliniques doivent être informés et donner leur consentement éclairé à l'inclusion dans l'essai. Ils doivent être avertis des risques éventuels de façon exhaustive. Bioethics International publie un indicateur sur le niveau d'éthique des essais cliniques des compagnies pharmaceutiques afin de protéger les participants.
En France, l'avis d'un comité de protection des personnes est obligatoire. Ce comité rendra son avis en vérifiant l'intérêt scientifique et médical de l'étude, son rapport risque éventuel/ bénéfice attendu, la conformité aux bonnes pratiques de la méthode, notamment en ce qui concerne le promoteur et l'investigateur principal de l'étude et la présence d'une assurance permettant d'indemniser les participants à l'étude en cas de dommages.
Les liens financiers entre les investigateurs et les promoteurs de l'étude, quand ils existent, doivent être annoncés. Les conflits d'intérêts doivent être évités.

### Utilisation du placebo
Le point commun aux lignes directrices est l'approche selon laquelle l'utilisation du placebo peut être éthiquement légitime même en présence d'un traitement éprouvé. Mais des divergences persistent sur les conditions de légitimité éthique de l'utilisation du placebo, ainsi que dans la formulation et la combinaison de ces conditions. Ces différences impliquent que l'évaluation éthique d'un projet de recherche peut varier selon la ligne directrice considérée. Par exemple, quand un chercheur cherche à concevoir un essai clinique pour un nouveau traitement alors qu'un traitement efficace existe déjà et qu'il existe un risque de préjudice grave en cas de retrait ou de non administration du traitement, différentes décisions peuvent être prises selon les lignes directrices examinées. Cette variabilité souligne le besoin d'une norme internationale cohérente en matière d'utilisation du placebo, un standard qui devrait prendre en compte tous les principes possibles pour l'acceptabilité de son utilisation lorsque des traitements éprouvés existent. De plus, la terminologie devrait être unifiée et une attitude claire exprimant les limites et les restrictions du contrôle par placebo devrait être développée. Le débat actuel sur le placebo, où par exemple sa valeur méthodologique en tant que comparateur neutre est contestée, peut être considéré non seulement comme une preuve supplémentaire de ce besoin conceptuel, mais aussi comme une opportunité d'inclure de nouvelles connaissances dans une révision des réglementations existantes.

### Étude prospective
Elle concerne la description d'événements successifs au moment de leur survenue. La définition de l'objet d'étude ainsi que les méthodes utilisées sont détaillées au préalable, en fonction des objectifs et, éventuellement, du contexte ou des contraintes. Les biais ou limites pourront être anticipés et documentés. Les procédures seront identiques tout au long de l'étude et les mesures effectuées selon les mêmes techniques, ce qui garantit l'homogénéité et la fiabilité des observations. L'interprétation des résultats en sera grandement simplifiée.
L'étude prospective a deux inconvénients majeurs : sa longueur et son coût.
Un élément de qualité d'un essai clinique est d'être prospectif. Il s'agit de définir avant le début de cet essai :
- la population qui sera étudiée avec les critères d'inclusion et d'exclusion ;
- les différents paramètres qui seront étudiés (mesures de résultats, ou outcome measures) ;
- les critères de sortie d'essai.

### Étude rétrospective
À l'inverse, une étude dite rétrospective s'intéressera à la recherche de liens entre un état de santé présent et un événement antérieur. Elle repose sur l'exploitation de documents dont la fiabilité ne peut être garantie et expose à des biais de sélection.
Elles reposent sur la consultation et l'analyse de registres ou dossiers médicaux concernant des cas survenus antérieurement à l'enquête. Cela suppose l'existence et la disponibilité de tels documents sources dont l'exploitation nécessitera, toutefois, des précautions importantes et définies au préalable en fonction de leur qualité et des objectifs de l'étude.
Concernant des événements passés, la méthode du recueil d'information a été fixée au préalable, indépendamment de l'objet de l'étude et de ses intentions. De plus, elle a été instituée et suivie par d'autres investigateurs que ceux qui mènent l'étude rétrospective, voire par des investigateurs différents au cours du recueil. Cela conduit généralement à une forte hétérogénéité des mesures et des techniques d'enquête, parfois non signalée et peu apparente. Enfin, il peut être observé des lacunes plus ou moins importantes dans les séries d'observations. L'interprétation des résultats est donc particulièrement délicate.
En revanche, ce type d'étude est rapide et peu coûteux.

### Étude contrôlée, ou comparative
Dans une étude comparative, les résultats du traitement administré sont évalués par comparaison avec les résultats obtenus dans un groupe témoin, lequel ne reçoit pas ce traitement, mais un placebo ou bien un traitement de référence. Le placebo permet de déterminer l'effet du traitement étudié par rapport à ce qui est considéré comme l'absence d'effet (car les éventuels effets observés avec le placebo ne sont pas imputables à sa substance). Le traitement de référence peut être utilisé à la place d'un placebo pour des raisons éthiques : lorsqu'un traitement efficace est connu, on ne peut pas en priver les patients pour les besoins d'une expérience, et l'étude vise alors à déterminer si le traitement étudié présente des avantages sur le traitement de référence.
Un groupe témoin est indispensable pour valider l'efficacité d'une procédure. Dans tous les cas, les différents groupes doivent être constitués de populations présentant les mêmes caractéristiques globales, qu'il s'agisse de caractéristiques spécifiques à l'affection étudiée (sévérité, avancement) ou non (âge, sexe, taille, poids, etc.), afin qu'à la fin de l'étude les éventuelles différences observées ne puissent être attribuées qu'au traitement. Les caractéristiques pertinentes doivent être déterminées avant le début de l'étude afin d'éviter tout biais.
Ce type d'étude est robuste si les groupes sont qualitativement homogènes et similaires au départ. L'inconvénient majeur est constitué par la variabilité entre les sujets, laquelle est inévitable mais doit être réduite au maximum par différentes techniques appropriées. Il faut trouver un compromis entre l'effectif important qui augmente la puissance de l'étude et le petit effectif qui favorise l'homogénéité des groupes.

### Étude randomisée
La répartition entre le groupe-contrôle et le groupe recevant l'intervention doit être fait de manière aléatoire. On parle alors d' étude hasardisée, casualisée ou randomisée (étude randomisée en double aveugle idéalement), toute autre méthode induisant des biais de sélection.

### En aveugle ou en insu
Il est préférable, lorsque cela est possible, que le sujet ignore à quel groupe il est assigné et s'il reçoit, par exemple, une molécule active ou un placebo. On parle alors d'un simple aveugle. Lorsque l'expérimentateur ignore également à quel groupe est assigné le sujet, on parle d'étude « en double aveugle ». Le respect de ces critères permet d'éviter des biais d'interprétation en fonction de « l'intime conviction » des protagonistes. Ce n'est qu'à la fin de l'étude, lorsque l'ensemble des observations est complété, que les compositions des groupes sont révélées afin d'analyser les résultats du traitement statistique.
Lorsque le patient et l'expérimentateur connaissent tous deux l'appartenance au groupe, on parle d'étude ouverte.

### Étude multicentrique
Le caractère multicentrique, c'est-à-dire le fait que l'étude se déroule simultanément dans plusieurs lieux différents, est également un caractère de qualité, permettant l'étude d'un plus grand échantillon et limitant des biais de sélection géographiques, climatiques ou ethniques.
Ce type d'étude exige une grande rigueur et une coordination scrupuleuse par un investigateur expérimenté. Les représentants du promoteur – l'assistant de recherche clinique notamment – seront si possible les mêmes pour tous les essais afin d'assurer une cohérence dans le suivi, le recueil et le traitement des données. Le contrôle de qualité et la supervision par un comité de surveillance, tous deux indépendants, sont indispensables.
Les essais multicentriques permettent de réduire le coût et la durée des études en favorisant le recrutement rapide d'un grand nombre de patients. Toutefois, il est préférable d'adopter un plan expérimental simple pour éviter les biais et les écarts qui en réduiraient la fiabilité et la puissance.

### Étude en intention de traiter
Tous les participants à l'étude restent étudiés dans le groupe auquel ils ont été assignés, même s'ils n'ont pas entièrement achevé le protocole, afin d'éviter un biais d'attrition, c'est-à-dire une « disparition » de l'étude de sujets ayant arrêté le protocole pour des raisons diverses, notamment de tolérance. Dans le cas inverse où les patients sont exclus de l'analyse lorsque le protocole initial n'est pas totalement respecté, on parle d'analyse per protocole.
Les résultats d'une étude peuvent être donnés à la fois en intention de traiter et per protocole, la première analyse s'approchant le plus de la réalité, la seconde d'une étude dans des conditions idéales.

### Comité de surveillance et de suivi
Un comité de surveillance et de suivi (en anglais Data Monitoring Committee DMC ou Data Safety and Montoring Board DSMB), groupe d'experts indépendants du promoteur, peut être institué pour évaluer les données du point de vue de la sécurité des patients et de l'efficacité du traitement lors d'analyses intermédiaires. Il peut être amené à recommander l'arrêt de l'essai. Il est prévu en particulier pour des études internationales multicentriques pour lesquelles la surveillance peut s'avérer complexe.

## Biais
Un biais est une cause d'erreur potentielle dans les résultats d'une analyse statistique liée à la méthode de l'expérimentation.

### Biais d'attrition
Ils sont dus à des différences entre les groupes initiaux et les groupes finaux, liés à des sorties d'essai ou des interruptions de traitement.
Par exemple, soient 2 groupes égaux de 100 participants initialement, le groupe A traité, le groupe B recevant un placebo. Dans le groupe A on compte 50 sorties d'essai pour intolérance, 25 améliorations, 25 stagnations, dans le groupe B, 0 sorties, 25 améliorations, 75 stagnations. Si on n'analyse pas les patients sortis d'essai, on a 50 % d'amélioration dans le groupe A contre 25 % dans le groupe B. En revanche si on analyse en intention de traiter, on n'observe plus de différence.

### Biais de confusion
Le biais de confusion est lié à une erreur d'appréciation entre les effets de la thérapeutique étudiée et les conséquences de la maladie traitée. Le risque de biais de confusion est atténué par l'utilisation d'un groupe-contrôle.

### Biais de sélection
Il est lié à une différence de composition entre le groupe traité et le groupe témoin. Si le groupe témoin est, par exemple constitué de patients de l'année précédente, il y a toutes les chances que la prise en charge médicale ait évolué entre les deux groupes. D'autre part, si la sélection se fait sur des critères objectifs (date de naissance, jour de consultation, etc.), l'expérimentateur pourra deviner à quel groupe appartient le patient et le double aveugle n'est plus possible. La randomisation, ou tirage au sort, est le seul moyen pour éviter un biais de sélection.

### Biais de suivi
Il est lié à des différences de prise en charge au niveau du groupe traité et du groupe témoin. Par exemple, si le double aveugle n'est pas respecté, il est probable que l'expérimentateur ne suivra pas de la même façon les effets secondaires manifestés par le patient recevant le placebo.

### Biais d'évaluation
Le biais d'évaluation survient lorsque le critère de jugement n'est pas recherché de la même manière dans les deux groupes. Le risque de biais d'évaluation est supprimé si l'essai est en double aveugle.
Même si on ne peut parler en toute rigueur de biais, les études cliniques ont d'autres limitations :
- elles sont très souvent financées par l'industrie pharmaceutique qui est par conséquent juge et partie ;
- les résultats de plus de la moitié des études ne seraient pas publiées[24] : ce sont essentiellement les résultats négatifs (qui n'arrivent pas à prouver une supériorité du médicament testé, par exemple) qui sont dans ce cas, ce qui peut parfois fausser la perception qu'on peut avoir de la réelle efficacité du-dit médicament[25].

## Phases
Le développement d'un nouveau médicament ou d'un nouveau vaccin pour une indication thérapeutique donnée se déroule le plus souvent en quatre « phases » précédées d'une phase dite pré-clinique. Chaque « phase » peut comporter plusieurs essais.
La phase de découverte des médicaments et la phase pré-clinique représentent 31,9 % du coût total de la R & D des groupes pharmaceutiques. La phase des essais cliniques, assumée essentiellement par les grands groupes pharmaceutiques, représente 41,2 % du coût total de la R & D.

### Phase pré-clinique
Elle consiste en l'étude de la molécule, sa structure, son effet sur les cellules, son effet sur l'animal au niveau comportemental et biologique, l'étude des organes-cibles. Elle se réalise in vitro puis in vivo sur des modèles d'animaux, des rongeurs (souris, rat et gerbilles) et des non-rongeurs : chien (de moins en moins utilisé), porc pour sa « proximité biologique » avec l'homme ou primates (lorsqu'une molécule a démontré son intérêt).
À partir de ces études on détermine la dose maximale tolérée (maximal tolerated dose, MTD) qui représente la dose maximale que l'animal de laboratoire peut tolérer, la dose sans effet observable (en anglais no observed effect level, NOEL) et la dose sans effet toxique observable (en anglais : no observable adverse effect level, NOAEL).
Pour calculer la première dose maximale sécuritaire à utiliser chez l'humain, la dose sans effet toxique observable est convertie en dose équivalente chez l'humain (human equivalent dose, HED). Pour obtenir la HED, la NOAEL obtenue à partir du rat est multipliée par 0,16 alors que la NOAEL provenant du chien est multipliée par 0,54. La première dose maximale recommandée ou maximum recommended starting dose (MRSD) chez l'humain est calculée à partir de la plus petite HED obtenue. La plus petite HED est alors divisée par 10 pour donner la MRSD.

### Phase I
Une étude de phase I est le préliminaire à l'étude d'efficacité d'un médicament. Elle a lieu après la phase pré-clinique. Il s'agit d'évaluer la tolérance et l'absence d'effets indésirables chez des sujets le plus souvent volontaires sains, indemnisés (et non rémunérés) pour cela. Parfois ces essais peuvent être proposés à des patients en impasse thérapeutique, pour lesquels le traitement étudié représente la seule chance de survie.
Les essais de phase I testent un traitement, une intervention ou un médicament potentiel pour la première fois, chez un petit nombre de personnes. Ces essais permettent généralement d'évaluer l'innocuité d'un nouveau traitement. Ils fournissent souvent également des informations sur les effets secondaires, l'efficacité de la voie d'administration et les posologies adéquates. La plupart des essais durent plusieurs mois en moyenne, mais parfois bien plus longtemps, dans le cas de certains traitements chirurgicaux.
Cette phase permet également d'étudier la cinétique et le métabolisme chez l'homme de la substance étudiée.
Les groupes étudiés sont le plus souvent de petite taille (20 à 80 participants).
Certains médicaments dont on sait par nature qu'ils sont toxiques (par exemple les anticancéreux) peuvent ne pas faire l'objet d'une phase I et entrer directement en phase II.

### Phase II
La phase II ou étude pilote consiste à déterminer la dose optimale du médicament et ses éventuels effets indésirables. Population éligible : malades (souvent moins de 500). Elle est subdivisée en deux phases : les phases IIa et IIb.
Les essais de phase II évaluent de manière plus approfondie l'innocuité d'un traitement, et déterminent l'efficacité préliminaire ainsi que les effets secondaires chez un plus grand nombre de personnes. Leur durée peut aller de quelques mois à quelques années. Il s'agit en général d'études randomisées et contrôlées. Cela signifie qu'un groupe de participants reçoit le traitement expérimental, tandis que l'autre reçoit le traitement de référence ou un placebo. Le traitement de référence est celui que les experts médicaux acceptent comme le plus adéquat et qu'ils utilisent couramment. En l'absence d'un tel traitement, les chercheurs recourent à un placebo. Les participants sont affectés à des groupes par tirage au sort. Souvent, ces études sont également réalisées en « double aveugle », c'est-à-dire que ni les patients, ni l'équipe de recherche ne savent qui reçoit le traitement expérimental.
La phase IIa estime l'efficacité de la molécule sur un nombre limité (de 100 à 200) de malades, alors que la phase IIb détermine la dose thérapeutique de la molécule sur une plus grande échelle (de 100 à plus de 300 malades).

### Phase III
La phase III ou « étude pivot » est l'étude comparative d'efficacité proprement dite. En cas de positivité, elle conduit à une demande d'autorisation de mise sur le marché (AMM). Elle compare le traitement soit à un placebo, soit à un traitement de référence. Les groupes sont de taille importante, souvent plusieurs milliers de participants. Il s'agit de programmes extrêmement onéreux[réf. nécessaire], dont le financement peut être public ou privé (compagnies pharmaceutiques). Compte tenu des enjeux financiers, certaines dérives éthiques ont été dénoncées. Les résultats peuvent être moins probants que lors de la phase II (tout en conservant un degré de significativité) ou, parfois, infirmer, l'étude de phase II.

### Phase IV
La phase IV (ou post-marketing) est le suivi à long terme d'un traitement alors que le traitement est autorisé sur le marché. Elle doit permettre de dépister des effets secondaires rares ou des complications tardives. Cette phase est à la charge des laboratoires.

## Traitement statistique
Différents tests statistiques sont utilisés afin d'exploiter les résultats bruts des essais, en fonction de la nature des paramètres étudiés (variables discrètes ou continues), de la taille des échantillons et de l'objet des études. L'emploi de tests adaptés est fondamental, un test inadapté pouvant fournir des conclusions complètement erronées.
Le résultat est en général une comparaison entre les groupes avec une valeur p permettant d'évaluer le caractère plus ou moins significatif de la différence observée. Par exemple, si l'on dit que « Dans le groupe traité la survie est significativement supérieure (p < 0,01) », cela signifie que le hasard seul aurait eu moins d'une chance sur cent de produire une telle différence entre les deux groupes. Un p supérieur à 0,05 doit faire rejeter le caractère significatif de la différence, mais ne permet pas non plus de conclure à l'absence de différence. On parle alors de différence non significative.

## Essais cliniques assistés par ordinateur
Des logiciels sont à disposition des promoteurs et des investigateurs pour la gestion et le suivi d'essais cliniques,,.

## Types d'études et niveaux de preuve
La pertinence d'une étude clinique va, en croissant :
- présentation de cas : un cas isolé intéressant par sa rareté ou par une réaction particulière ;
- séries de cas : étude en général rétrospective, basée sur l'analyse de cas cliniques, sans comparaison avec des témoins ;
- étude cas-témoins : étude rétrospective entre deux groupes, l'un présentant une maladie (cas) et l'autre, indemne (témoins) ;
- étude de cohorte : comparaison entre un groupe de sujets non-malades, mais exposés à un risque et un groupe non-exposé ;
- essai contrôlé randomisée en double aveugle : comparaison prospective entre deux groupes répartis au hasard, l'un recevant le traitement à étudier, l'autre un placebo ou un traitement de référence ;
- méta-analyse : reprise d'un ensemble d'études comparables et analyse globale au moyen d'outils statistiques adaptés.

## Glossaire
- Centre investigateur : lieu de l'étude. Il peut s'agir d'un établissement hospitalier public ou privé, d'un cabinet médical, etc.
- Coordinateur : investigateur désigné par le promoteur qui coordonne la réalisation de l'essai lorsqu'il existe plusieurs centres investigateurs.
- Échantillon : nombre de participants à une étude.
- Essai non interventionnel : essai dans lequel un médicament est utilisé strictement dans le cadre pour lequel il possède une autorisation de mise sur le marché (AMM). Aucune procédure supplémentaire n'est appliquée.
- Expérimentateur ou investigateur : médecin surveillant la réalisation de l'étude.
- Participant : personne participant à l'essai, qu'il reçoive ou non un traitement.
- Promoteur : personne physique ou morale prenant l'initiative de la réalisation d'une étude.
- Protocole : document rédigé avant le début de l'essai comportant un exposé des objectifs, de la méthode, du plan d'expérience, du traitement statistique et des étapes de l'essai.

## Durée des études

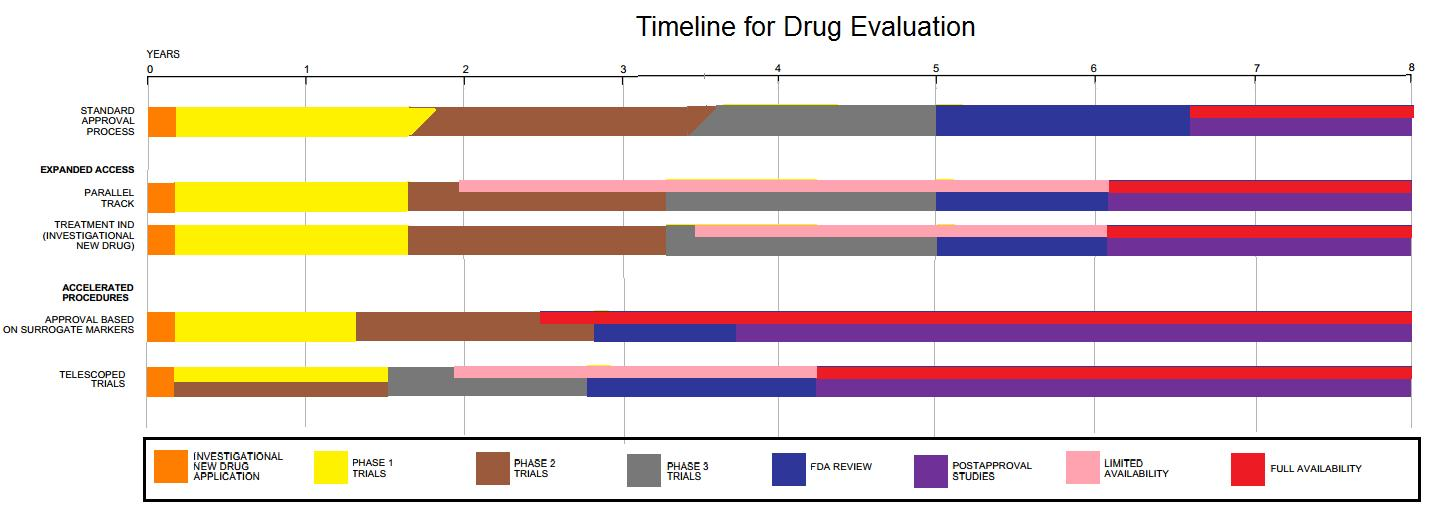
Durées des phases d'essais clinique aux États-Unis.

### Phase de recherche pré-clinique
Avant de lancer un essai clinique de médicament, environ 1 000 médicaments potentiels ont été testés en laboratoire sur des cellules et des animaux. Les nouvelles molécules potentiellement intéressantes en termes pharmacologiques doivent d'abord être découvertes (l'intelligence artificielle peut grandement accélérer cette phase), purifiées, caractérisées et testées en laboratoire (sur des cellules et des animaux) avant de passer aux essais cliniques. Pour un médicament contre le cancer, en moyenne six ans sont nécessaires pour cette phase préparatoire.
Le premier obstacle à la réalisation des études est souvent le manque de participants adéquats et volontaires généralement bénévoles qui savent qu'ils recevront peut-être un placebo ou au moins un médicament dont l'efficacité n'est pas encore prouvée. Tous les essais de médicaments et de nombreux essais de dispositifs ciblent un sous-ensemble particulier de la population, et certains essais cliniques nécessitent des patients présentant des spécificités génétiques ou des combinaisons inhabituelles de caractéristiques de la maladie. Selon la Pharmaceutical Research and Manufacturers of America (PhRMA), environ 400 médicaments contre le cancer étaient testés dans des essais cliniques en 2005, mais seuls 5 % des adultes soignés pour un cancer participent à un essai de médicaments.

### Temps de l'essai clinique
Il varie beaucoup selon le médicament ou protocole, mais en moyenne, il faut par exemple 8 ans pour qu'un médicament anticancéreux passe la phase d'essais cliniques pour une approbation réglementaire de mise sur le marché. Des délais similaires existent pour d'autres maladies. Les maladies chroniques et les molécules à usage préventif nécessitent souvent des décennies de recherche de preuve d'efficacité et de non-nocivité secondaire.
Des délais incompressibles sont notamment liés au temps de préparation du protocole de l'étude, au temps de recrutement de patients, puis au temps d'observation et d'analyse des effets, des effets secondaires, et aux phases de suivi prolongées qui compliquent les essais. Pour les maladies rares, il peut être difficile de trouver un nombre suffisant de patients volontaires (consentement de la personne ou de la familles nécessaire)…
Pour quelques essais cliniques impliquant un potentiel d'influences saisonnières (ex : allergies, trouble affectif saisonnier, grippe et autres maladies saisonnières), l'étude ne peut être réalisée que durant quelques mois chaque année (ex. : printemps pour les allergies au pollen), quand le médicament peut être testé.

### Temps suivi post-étude
Il peut aussi être long, parfois prolongée de plusieurs années pour suivre les patients ayant participé à l'essai.
Les essais cliniques qui n'impliquent pas un nouveau médicament ont généralement une durée beaucoup plus courte. Les exceptions sont les études épidémiologiques, comme l'étude sur la santé des infirmières.

### Essais cliniques arrêtés pour bénéfice évident
Exemple : une étude sur le bénéfice de la prise d'aspirine en prévention des accidents cardiaques a été arrêtée avant son terme, les résultats intermédiaires montrant une telle amélioration dans le groupe traité que la poursuite de l'étude aurait privé d'une chance sérieuse de survie les patients recevant le placebo.

## Accidents lors d'essais cliniques
- En Inde, entre 2005 et 2012, 80 patients sont décédés et 500 autres ont souffert d'effets indésirables lors d'essais cliniques[37].
- En Angleterre, en mars 2006, une étude clinique sur le TGN1412 (en) en phase I, censé guérir « la leucémie, la polyarthrite rhumatoïde ou la sclérose en plaques », a engendré un accident en provoquant un syndrome de défaillance multiviscérale chez six volontaires[38]. Le médicament avait été testé sans problème sur des macaques, mais le rapport d'enquête (en) a établi que si des tests in vitro avaient été pratiqués auparavant, on aurait pu observer que l'humain ne réagit pas comme les singes[39]. La société TeGenero qui avait élaboré le médicament a déposé son bilan.
- En France, en janvier 2016, une étude clinique sur une molécule la BIA 10-2474[40], agissant sur le système endocannabinoïde (contrairement à ce que certaines sources ont annoncé, ce produit ne contient pas de cannabis[41], en revanche ces récepteurs cannabinoïdes miment les effets du cannabis[40]), est effectuée sur six personnes en phase I[42]. Les six testeurs ont dû être hospitalisés. Le premier patient arrivé aux urgences, est rapidement passé en état de mort cérébrale puis déclaré officiellement décédé quelques jours après[43]. Quatre pourraient conserver des atteintes neurologiques graves[44],[45] et restent sous surveillance médicale allégée[46]. C'est le premier accident grave depuis celui de 2006 ci-dessus. Il n'y a jamais eu d'accident aussi grave en France[47]. Antérieurement à cet essai, des essais ont été menés sur 90 testeurs avec des dosages inférieurs sans que les testeurs n'aient des effets secondaires.

## Enregistrement et diffusion
La science médicale évolue grâce aux essais cliniques de médicaments, aux tests d'appareils nouveaux et aux études sur les interventions novatrices. Mais on ne connaît pas tous les résultats, car un tiers des essais ne sont jamais rapportés dans un article scientifique, et ceux qui le sont ne le sont pas toujours de manière complète. Cela constitue typiquement un biais.
C'est pourquoi, depuis quelques années, l'enregistrement des essais dès l'établissement de leur protocole tend à devenir obligatoire pour certaines études de grande envergure.
L'International Committee of Medical Journal Editors, où siègent les revues médicales majeures, accepte de publier les résultats d'une étude seulement si elle a été enregistrée au départ. Cette politique a été mise à jour, en particulier pour préciser que rendre public un résumé de moins de 500 mots ou un tableau de résultats ne contrevient pas à la règle de non-publication antérieure.
Le gouvernement des États-Unis exige que soient diffusés tous les essais sur des médicaments, des produits biologiques et des appareils qui auront besoin d'être approuvés par la Food and Drug Administration. Cela doit se faire dans une base de données accessible sur internet : ClinicalTrials.gov. À partir de septembre 2008, le dossier des études devra être enrichi des résultats obtenus, dans un délai d'un an après l'intervention auprès du dernier « sujet ». Cette base contient plus de 52 000 études faites dans plus de 150 pays (30 % proviennent d'en dehors des États-Unis).
En parallèle, l'industrie pharmaceutique américaine alimente une autre base de données, également accessible par internet, contenant le résultat des études cliniques réalisées pour les médicaments sur le marché.
Les Instituts de recherche en santé du Canada demandent pour leur part l'enregistrement auprès de « Current Controlled Trials », qui attribue un International Standard Randomised Controlled Trial Number (ISRCTN).
Comme les registres se multiplient, l'Organisation mondiale de la santé les a regroupés dans son système d'enregistrement international des essais cliniques, qui se veut la porte d'entrée pour tous les essais en cours dans le monde entier. Il donne accès à une demi-douzaine de registres primaires (les plus rigoureux) et à plusieurs autres dits associés.
Depuis septembre 2009, l'ANSM (anciennement AFSSAPS) met en ligne le « Répertoire public des essais cliniques des médicaments » sur son site internet. Cela correspond à un résumé succinct de l'étude, transmis par le promoteur, pour tous les essais cliniques conduits en France et dont la demande initiale a été faite après le 22 mai 2009.

### Essais cliniques assistés par ordinateur
Les essais cliniques assistés par ordinateur (ECAO) représentent une avancée significative dans la conduite des recherches cliniques. Ces essais utilisent des logiciels spécialisés pour concevoir, administrer et analyser les études cliniques de manière plus efficace et précise. Les ECAO permettent une randomisation automatisée, une gestion des données en temps réel et une surveillance accrue de la sécurité des participants. De plus, ils facilitent la gestion des grandes bases de données, réduisant ainsi les erreurs humaines et améliorant la qualité des données collectées. L'intégration de l'Intelligence artificielle dans la santé, et en particulier de l'apprentissage automatique dans les ECAO ouvre de nouvelles perspectives pour la personnalisation des traitements et la prévision des résultats cliniques, ainsi que pour accélérer et faciliter les essais.